# Oruza rufiplaga
Oruza rufiplaga là một loài bướm đêm trong họ Erebidae.